# 12. Riigikogu
Der 12. Riigikogu wurde am 6. März 2011 gewählt und trat am 4. April 2011 zu seiner Konstituierung zusammen. Damit endete die Legislaturperiode des 11. Riigikogu und damit die Amtszeit der Regierung Ansip II. Im 12. Riigikogu waren vier Parteien (SDE, Keskerakond, Reformpartei, Isamaa) vertreten, die vier Fraktionen bildeten; fünf Abgeordnete waren fraktionslos.

## Sitzungen

### Konstituierende Sitzung
Der 12. Riigikogu versammelte sich zur Eröffnungssitzung am 4. April 2011. Ene Ergma (I) wurde zur Parlamentspräsidentin des Riigikogu, Laine Randjärv (RE) und Jüri Ratas (Keskerakond) zu stellvertretenden Vorsitzenden gewählt.

## Parlamentsvorstand
| Parlamentspräsident | Partei | Amtszeit                     |
| ------------------- | ------ | ---------------------------- |
| Ene Ergma           | (I)    | 4. April 2011– 20. März 2014 |
| Eiki Nestor         | (SDE)  | 20. März 2014– 30. März 2015 |
| 1. Stellvertreter   | Partei | Amtszeit                     |
| Laine Randjärv      | (RE)   | 4. April 2011– 30. März 2015 |
| 2. Stellvertreter   | Partei | Amtszeit                     |
| Jüri Ratas          | (K)    | 4. April 2011– 30. März 2015 |

## Statistiken
Die letzte Sitzung fand am 19. Februar 2015 statt. In vier Jahren verabschiedete der Riigikogu 623 Gesetzgebungsakte, darunter 477 Gesetze, 143 Entscheidungen und 3 Erklärungen.

## Rücktritte und Fraktionsaustritte
Am 19. März 2012 wurde Kalle Laanet aus der Keskerakond ausgeschlossen und blieb als fraktionsloser Abgeordneter im Parlament.
Am 9. April 2012 traten acht Mitglieder der Keskerakond aus der Partei aus; innerhalb dieser Gruppe traten Deniss Boroditš, Lembit Kaljuvee, Inara Luigas und Rainer Vakra gleichzeitig aus der Fraktion aus.